# Svatý Zeno
Svatý Zeno (též Zenon Veronský, 300 Mauretánie – 12. dubna 371 Verona) byl biskupem ve Veroně v Itálii. Katolická a pravoslavná církev jej uctívají jako svatého. Je podle něj pojmenovaná známá bazilika San Zeno Maggiore ve Veroně.

## Život
Vstoupil do duchovního stavu a nějaký čas údajně prožil jako poustevník. Po vykonání poutě do Svaté země misijně působil na území Sýrie a Řecka. Následně působil na území Itálie. Kolem roku 361 byl dosazen na biskupský stolec ve Veroně.
Jako biskup potíral ve své diecézi ariánskou herezi, zakládal kláštery a proslul jako výborný kazatel (do dnešních dnů se dochovalo 93 jeho homilií). Podle legendy žil velice skromným životem a chodil k řece chytat ryby, jimiž se živil.